# Temporada 2014 del fútbol ecuatoriano
La Temporada 2014 del fútbol ecuatoriano abarca todas las actividades relativas a campeonatos de fútbol profesional y amateur, nacionales e internacionales, disputados por clubes ecuatorianos, y por las selecciones nacionales de este país, en sus diversas categorías, durante 2014.
| Categoría         | Campeonato | Campeón                       | Título       |
| ----------------- | ---------- | ----------------------------- | ------------ |
| Serie A           | Anual 2014 | Club Sport Emelec             | 12.do Título |
| Serie B           | Anual 2014 | Club Sociedad Deportiva Aucas | 3.er Título  |
| Segunda Categoría | Anual 2014 | Gualaceo Sporting Club        | 1.er Título  |

## Torneos locales (Campeonatos regulares)

### Serie A

#### Primera Etapa
Clasificación
|  |     | Equipo               | PTS | PJ | PG | PE | PP | GF | GC | DG  |
|  | --- | -------------------- | --- | -- | -- | -- | -- | -- | -- | --- |
|  | 1.  | C.S. Emelec          | 44  | 22 | 13 | 5  | 4  | 35 | 14 | +21 |
|  | 2.  | Independiente        | 40  | 22 | 11 | 7  | 4  | 36 | 18 | +18 |
|  | 3.  | Liga de Loja         | 36  | 22 | 11 | 3  | 8  | 25 | 31 | -6  |
|  | 4.  | Barcelona S.C.       | 35  | 22 | 10 | 5  | 7  | 26 | 18 | +8  |
|  | 5.  | Liga de Quito        | 29  | 22 | 7  | 8  | 7  | 20 | 22 | -2  |
|  | 6.  | Universidad Católica | 28  | 22 | 8  | 4  | 10 | 26 | 28 | -2  |
|  | 7.  | El Nacional          | 27  | 22 | 8  | 3  | 11 | 26 | 35 | -9  |
|  | 8.  | Deportivo Quito      | 26  | 22 | 6  | 8  | 8  | 20 | 22 | -2  |
|  | 9.  | C.D. Olmedo          | 26  | 22 | 6  | 8  | 8  | 21 | 24 | -3  |
|  | 10. | Mushuc Runa S.C.     | 26  | 22 | 7  | 5  | 10 | 19 | 24 | -5  |
|  | 11. | Manta F.C.           | 23  | 22 | 6  | 5  | 11 | 21 | 29 | -8  |
|  | 12. | Deportivo Cuenca     | 23  | 22 | 6  | 5  | 11 | 21 | 31 | -10 |

 Pts=Puntos; PJ=Partidos jugados; G=Partidos ganados; E=Partidos empatados; P=Partidos perdidos; GF=Goles a favor; GC=Goles en contra; Dif=Diferencia de gol
|  | Clasificado a la Final de Campeonato y a la Copa Libertadores 2015. |
|  | Eliminados.                                                         |

#### Segunda Etapa
Clasificación
|  |     | Equipo               | PTS | PJ | PG | PE | PP | GF | GC | DG  |
|  | --- | -------------------- | --- | -- | -- | -- | -- | -- | -- | --- |
|  | 1.  | Barcelona S.C.       | 48  | 22 | 15 | 3  | 4  | 33 | 16 | +17 |
|  | 2.  | Independiente        | 46  | 22 | 14 | 4  | 4  | 42 | 18 | +24 |
|  | 3.  | C.S. Emelec          | 44  | 22 | 14 | 2  | 6  | 40 | 22 | +18 |
|  | 4.  | Liga de Quito        | 40  | 22 | 11 | 7  | 4  | 38 | 22 | +16 |
|  | 5.  | El Nacional          | 29  | 22 | 8  | 5  | 9  | 23 | 26 | -3  |
|  | 6.  | Universidad Católica | 28  | 22 | 8  | 4  | 10 | 25 | 30 | -5  |
|  | 7.  | Deportivo Cuenca     | 28  | 22 | 7  | 7  | 8  | 23 | 29 | -6  |
|  | 8.  | Liga de Loja         | 22  | 22 | 5  | 7  | 10 | 21 | 31 | -10 |
|  | 9.  | Mushuc Runa S.C.     | 21  | 22 | 4  | 9  | 9  | 19 | 30 | -11 |
|  | 10. | Manta F.C.           | 20  | 22 | 5  | 5  | 12 | 25 | 35 | -10 |
|  | 11. | Deportivo Quito      | 20  | 22 | 4  | 8  | 10 | 17 | 32 | -15 |
|  | 12. | C.D. Olmedo          | 16  | 22 | 3  | 7  | 12 | 18 | 33 | -15 |

 Pts=Puntos; PJ=Partidos jugados; G=Partidos ganados; E=Partidos empatados; P=Partidos perdidos; GF=Goles a favor; GC=Goles en contra; Dif=Diferencia de gol
|  | Clasifica a la Final de Campeonato y clasifica para la Copa Libertadores 2015. |
|  | Eliminados.                                                                    |

#### Tabla Acumulada
|  |  |     | Equipo               | PTS | PJ | PG | PE | PP | GF | GC | DG  |
|  |  | --- | -------------------- | --- | -- | -- | -- | -- | -- | -- | --- |
|  |  | 1.  | C.S. Emelec          | 92  | 46 | 28 | 8  | 10 | 79 | 37 | +42 |
|  |  | 2.  | Independiente        | 86  | 44 | 25 | 11 | 8  | 78 | 36 | +42 |
|  |  | 3.  | Barcelona S.C.       | 84  | 46 | 25 | 9  | 12 | 60 | 38 | +22 |
|  |  | 4.  | Liga de Quito        | 69  | 44 | 18 | 15 | 11 | 58 | 44 | +14 |
|  |  | 5.  | Liga de Loja         | 58  | 44 | 16 | 10 | 18 | 46 | 62 | -16 |
|  |  | 6.  | Universidad Católica | 56  | 44 | 16 | 8  | 20 | 51 | 58 | -7  |
|  |  | 7.  | El Nacional          | 56  | 44 | 16 | 8  | 20 | 49 | 61 | -12 |
|  |  | 8.  | Deportivo Cuenca     | 51  | 44 | 13 | 12 | 19 | 44 | 60 | -16 |
|  |  | 9.  | Mushuc Runa S.C.     | 47  | 44 | 11 | 14 | 19 | 38 | 54 | -16 |
|  |  | 10. | Deportivo Quito      | 46  | 44 | 10 | 16 | 18 | 37 | 54 | -17 |
|  |  | 11. | Manta F.C.           | 43  | 44 | 11 | 10 | 23 | 46 | 64 | -18 |
|  |  | 12. | C.D. Olmedo          | 42  | 44 | 9  | 15 | 20 | 39 | 57 | -18 |

Pts = Puntos; PJ = Partidos jugados; G = Partidos ganados; E = Partidos empatados; P = Partidos perdidos; GF = Goles anotados; GC = Goles recibidos; Dif = Diferencia de gol
|  | Jugarán la Final del Campeonato y clasifican para la Fase de grupos de la Copa Libertadores 2015 como Ecuador 1 y 2; además el campeón clasifica a la Copa Sudamericana 2015 como Ecuador 1. |
|  | Clasifica a la Primera fase de la Copa Libertadores 2015 como Ecuador 3. |
|  | Clasificado para la Primera fase de la Copa Sudamericana 2015 como Ecuador 2. |
|  | Clasifica para la Primera fase de la Copa Sudamericana 2015 como Ecuador 3. |
|  | Clasifica para la Primera fase de la Copa Sudamericana 2015 como Ecuador 4. |
|  | Descenderán a la Serie B 2015. |

#### Tercera etapa
| Finalistas     | Vía de clasificación        |
| -------------- | --------------------------- |
| C.S. Emelec    | Ganador de la Primera etapa |
| Barcelona S.C. | Ganador de la Segunda etapa |

 Ida 
| 17 de diciembre de 2014, 20:00 | Barcelona S.C.    | 1:1 (0:1) | C.S. Emelec    | Estadio Monumental Banco Pichincha, Guayaquil          |                                                        |
|                                | Ismael Blanco 88' | Reporte   | Ángel Mena 20' | Asistencia: 63.686 espectadores Árbitro(s): Omar Ponce | Asistencia: 63.686 espectadores Árbitro(s): Omar Ponce |

 Vuelta 
| 21 de diciembre de 2014, 16:30 | C.S. Emelec                             | 3:0 (1:0) | Barcelona S.C. | Estadio Banco del Pacífico, Guayaquil                   |                                                         |
|                                | Ángel Mena 20' · Miller Bolaños 80' 86' | Reporte   |                | Asistencia: 23.459 espectadores Árbitro(s): Carlos Vera | Asistencia: 23.459 espectadores Árbitro(s): Carlos Vera |

- Emelec ganó 4 - 1 en el marcador global.

### Serie B

#### Primera Etapa
Clasificación
|  |     | Equipo                | PTS | PJ | PG | PE | PP | GF | GC | DG  |
|  | --- | --------------------- | --- | -- | -- | -- | -- | -- | -- | --- |
|  | 1º  | Liga de Portoviejo    | 44  | 22 | 14 | 2  | 6  | 39 | 20 | +19 |
|  | 2º  | River Ecuador         | 42  | 22 | 12 | 6  | 4  | 30 | 18 | +12 |
|  | 3º  | S.D. Aucas            | 40  | 22 | 12 | 4  | 6  | 32 | 15 | +17 |
|  | 4º  | C.S.D. Macará         | 34  | 22 | 9  | 7  | 6  | 24 | 16 | +8  |
|  | 5º  | Técnico Universitario | 33  | 22 | 9  | 6  | 7  | 35 | 23 | +12 |
|  | 6º  | C.D. Espoli           | 30  | 22 | 7  | 9  | 6  | 27 | 27 | 0   |
|  | 7º  | Delfín S.C.           | 30  | 22 | 9  | 3  | 10 | 21 | 21 | 0   |
|  | 8º  | Deportivo Quevedo     | 27  | 22 | 7  | 6  | 9  | 24 | 34 | -10 |
|  | 9º  | Deportivo Azogues     | 26  | 22 | 6  | 8  | 8  | 18 | 22 | -4  |
|  | 10º | Municipal Cañar       | 21  | 22 | 5  | 6  | 11 | 23 | 40 | -17 |
|  | 11º | U.T. de Cotopaxi      | 20  | 22 | 5  | 5  | 12 | 22 | 41 | -19 |
|  | 12º | Imbabura S.C.         | 15  | 22 | 3  | 6  | 13 | 17 | 35 | -18 |

#### Segunda Etapa
Clasificación
|  |     | Equipo                | PTS | PJ | PG | PE | PP | GF | GC | DG  |
|  | --- | --------------------- | --- | -- | -- | -- | -- | -- | -- | --- |
|  | 1º  | Técnico Universitario | 44  | 22 | 14 | 2  | 6  | 35 | 19 | +16 |
|  | 2º  | S.D. Aucas            | 43  | 22 | 12 | 7  | 3  | 32 | 18 | +14 |
|  | 3º  | River Ecuador         | 36  | 22 | 10 | 6  | 6  | 32 | 27 | +5  |
|  | 4º  | Imbabura S.C.         | 33  | 22 | 9  | 6  | 7  | 23 | 23 | 0   |
|  | 5º  | Deportivo Quevedo     | 32  | 22 | 9  | 5  | 8  | 28 | 28 | 0   |
|  | 6º  | Liga de Portoviejo    | 31  | 22 | 8  | 7  | 7  | 28 | 28 | 0   |
|  | 7º  | Deportivo Azogues     | 30  | 22 | 7  | 9  | 6  | 28 | 25 | +3  |
|  | 8º  | C.S.D. Macará         | 28  | 22 | 8  | 4  | 10 | 25 | 25 | 0   |
|  | 9º  | U.T. de Cotopaxi      | 28  | 22 | 8  | 4  | 10 | 34 | 35 | -1  |
|  | 10º | Delfín S.C.           | 25  | 22 | 6  | 7  | 9  | 22 | 28 | -6  |
|  | 11º | C.D. Espoli           | 20  | 22 | 5  | 6  | 11 | 23 | 29 | -6  |
|  | 12º | Municipal Cañar       | 11  | 22 | 2  | 5  | 15 | 18 | 43 | -25 |

- C.D. Espoli fue sancionado con la pérdida de 1 punto por no presentar los roles de pago correspondientes al mes de julio.

#### Tabla acumulada
Clasificación
|  |  |     | Equipo                | PTS | PJ | PG | PE | PP | GF | GC | DG  |
|  |  | --- | --------------------- | --- | -- | -- | -- | -- | -- | -- | --- |
|  |  | 1º  | S.D. Aucas            | 83  | 44 | 24 | 11 | 9  | 64 | 33 | +31 |
|  |  | 2º  | River Ecuador         | 78  | 44 | 22 | 12 | 10 | 62 | 45 | +17 |
|  |  | 3º  | Técnico Universitario | 77  | 44 | 23 | 8  | 13 | 70 | 42 | +28 |
|  |  | 4º  | Liga de Portoviejo    | 75  | 44 | 22 | 9  | 13 | 67 | 48 | +19 |
|  |  | 5º  | C.S.D. Macará         | 62  | 44 | 17 | 11 | 16 | 49 | 41 | +8  |
|  |  | 6º  | Deportivo Quevedo     | 59  | 44 | 16 | 11 | 17 | 52 | 62 | -10 |
|  |  | 7º  | Deportivo Azogues     | 56  | 44 | 13 | 17 | 14 | 46 | 47 | -1  |
|  |  | 8º  | Delfín S.C.           | 55  | 44 | 15 | 10 | 19 | 43 | 49 | -6  |
|  |  | 9º  | C.D. Espoli           | 50  | 44 | 12 | 15 | 17 | 50 | 56 | -6  |
|  |  | 10º | Imbabura S.C.         | 48  | 44 | 12 | 12 | 20 | 40 | 58 | -18 |
|  |  | 11º | U.T. de Cotopaxi      | 48  | 44 | 13 | 9  | 22 | 57 | 77 | -20 |
|  |  | 12º | Municipal Cañar       | 32  | 44 | 7  | 11 | 26 | 41 | 83 | -42 |

- C.D. Espoli fue sancionado con la pérdida de 1 punto por no presentar los roles de pago correspondientes al mes de julio.

|  | Campeón Anual asciende directamente a la Serie A 2015.    |
|  | Subcampeón Anual asciende directamente a la Serie A 2015. |
|  | Descenderán a la Segunda Categoría 2015.                  |

### Segunda Categoría

#### Torneos Provinciales

##### Azuay
Clasificación
|  |    | Equipo               | PTS | PJ | PG | PE | PP | GF | GC | DG  |
|  | -- | -------------------- | --- | -- | -- | -- | -- | -- | -- | --- |
|  | 1° | Gualaceo S.C.        | 34  | 14 | 11 | 1  | 2  | 69 | 11 | +58 |
|  | 2º | C.D. Estrella Roja   | 33  | 14 | 10 | 3  | 1  | 48 | 4  | +44 |
|  | 3º | C.S.D. Tecni Club    | 33  | 14 | 10 | 3  | 1  | 48 | 7  | +41 |
|  | 4º | C.S.D. El Cuartel    | 21  | 14 | 7  | 0  | 7  | 23 | 27 | -4  |
|  | 5º | Liga de Cuenca       | 21  | 14 | 7  | 0  | 7  | 32 | 39 | -7  |
|  | 6º | C.S.D. Cruz del Vado | 16  | 14 | 5  | 1  | 8  | 23 | 31 | -8  |
|  | 7º | C.D. Estudiantes     | 3   | 13 | 1  | 0  | 12 | 8  | 67 | -59 |
|  | 8º | C.S.D. La Gloria     | 0   | 13 | 0  | 0  | 13 | 11 | 74 | -63 |

|  | Clasifican a los zonales de la Segunda Categoría 2014 |

##### Carchi
Clasificación
|  |    | Equipo                       | PTS | PJ | PG | PE | PP | GF | GC | DG  |
|  | -- | ---------------------------- | --- | -- | -- | -- | -- | -- | -- | --- |
|  | 1º | Atlético Tulcán              | 22  | 8  | 7  | 1  | 0  | 44 | 2  | +42 |
|  | 2º | Deportivo Oriental           | 13  | 8  | 4  | 1  | 3  | 14 | 16 | -2  |
|  | 3º | Deportivo San Gabriel        | 11  | 8  | 3  | 2  | 3  | 8  | 9  | -1  |
|  | 4º | Carchi 04 F.C.               | 10  | 8  | 2  | 4  | 2  | 10 | 14 | -4  |
|  | 5º | C.A. Superior Huaca (*) (**) | 0   | 8  | 0  | 0  | 8  | 3  | 37 | -34 |

- (*) El C.A. Superior Huaca decidió retirarse del torneo.

- (**) Oficialmente, C.A. Superior Huaca, se lo declaró perdedor por el marcador de 0 - 3 ante los equipos con los cuales le tocaba jugar en cada fecha.

|  | Clasifican a los zonales de la Segunda Categoría 2014 |

##### Chimborazo
Clasificación

##### Cotopaxi
Clasificación

##### El Oro
Cuadrangulares Semifinales 
 Grupo A 
|  |    | Equipo               | PTS | PJ | PG | PE | PP | GF | GC | DG  |
|  | -- | -------------------- | --- | -- | -- | -- | -- | -- | -- | --- |
|  | 1º | Fuerza Amarilla S.C. | 16  | 6  | 5  | 1  | 0  | 13 | 2  | +11 |
|  | 2º | Parma F.C.           | 11  | 6  | 3  | 2  | 1  | 12 | 9  | +3  |
|  | 3° | Atlético Mineiro     | 4   | 6  | 1  | 1  | 4  | 15 | 16 | -1  |
|  | 4º | Deportivo Balsas     | 3   | 6  | 1  | 0  | 5  | 5  | 18 | -13 |

|  | Clasifican a las Semifinales por el Zonal de Ascenso. |

 Grupo B 
|  |    | Equipo              | PTS | PJ | PG | PE | PP | GF | GC | DG  |
|  | -- | ------------------- | --- | -- | -- | -- | -- | -- | -- | --- |
|  | 1º | Orense S.C.         | 13  | 6  | 4  | 1  | 1  | 17 | 3  | +14 |
|  | 2° | Deportivo Bolívar   | 13  | 6  | 4  | 1  | 1  | 11 | 4  | +7  |
|  | 3º | Santa Rosa F.C.     | 5   | 6  | 1  | 2  | 3  | 5  | 16 | -11 |
|  | 4º | C.S.D. Río Amarillo | 3   | 6  | 1  | 0  | 5  | 5  | 15 | -10 |

|  | Clasifican a las Semifinales por el Zonal de Ascenso. |

Cuadro final
|  | Semifinal | Semifinal            | Semifinal   | Semifinal | Semifinal |   |  | Final                | Final | Final | Final | Final |
|  |           |                      |             |           |           |   |  |                      |       |       |       |       |
|  |           | Fuerza Amarilla S.C. | 2           | 0         | 2         |   |  |                      |       |       |       |       |
|  |           | Deportivo Bolívar    | 1           | 0         | 1         |   |  |                      |       |       |       |       |
|  |           |                      |             |           |           |   |  | Fuerza Amarilla S.C. | 0     | 1     | 1     |       |
|  |           |                      | Orense S.C. | 0         | 0         | 0 |  |                      |       |       |       |       |
|  |           | Orense S.C.          | 2           | 0         | 2         |   |  |                      |       |       |       |       |
|  |           | Parma F.C.           | 0           | 1         | 1         |   |  |                      |       |       |       |       |

##### Esmeraldas
Cuadrangular Final
|  |    | Equipo                        | PTS  | PJ | PG | PE | PP | GF | GC | DG  |
|  | -- | ----------------------------- | ---- | -- | -- | -- | -- | -- | -- | --- |
|  | 1º | C.S.C.D. Esmeraldas Petrolero | 17   | 6  | 5  | 1  | 0  | 21 | 0  | +21 |
|  | 2º | Deportivo Quinindé            | 11,5 | 6  | 3  | 2  | 1  | 9  | 5  | +4  |
|  | 3° | Atacames S.C.                 | 4    | 5  | 1  | 0  | 4  | 3  | 20 | -17 |
|  | 4º | Rocafuerte S.C.               | 1,5  | 5  | 0  | 1  | 4  | 2  | 10 | -8  |

|  | Clasifican a los zonales de la Segunda Categoría 2014 |

##### Guayas
Cuadrangulares Semifinales 
 Grupo A 
|  |    | Equipo                 | PTS | PJ | PG | PE | PP | GF | GC | DG  |
|  | -- | ---------------------- | --- | -- | -- | -- | -- | -- | -- | --- |
|  | 1º | Academia Alfaro Moreno | 5   | 3  | 1  | 2  | 0  | 8  | 0  | +8  |
|  | 2º | Rocafuerte F.C.        | 5   | 3  | 1  | 2  | 0  | 6  | 0  | +6  |
|  | 3º | Guayaquil Sport        | 5   | 3  | 1  | 2  | 0  | 3  | 0  | +3  |
|  | 4° | C.S.C.D. Don Café      | 0   | 3  | 0  | 0  | 3  | 0  | 17 | -17 |

|  | Clasifican a las Semifinales por el Zonal de Ascenso. |

Grupo B
|  |    | Equipo              | PTS | PJ | PG | PE | PP | GF | GC | DG |
|  | -- | ------------------- | --- | -- | -- | -- | -- | -- | -- | -- |
|  | 1º | C.S. Patria         | 7   | 3  | 2  | 1  | 0  | 4  | 1  | +3 |
|  | 2º | C.S.C.D. Fedeguayas | 5   | 3  | 1  | 2  | 0  | 4  | 3  | +1 |
|  | 3° | 9 de Octubre F.C.   | 3   | 3  | 1  | 0  | 2  | 7  | 7  | 0  |
|  | 4º | C.D. Everest        | 1   | 3  | 0  | 1  | 2  | 2  | 6  | -4 |

|  | Clasifican a las Semifinales por el Zonal de Ascenso. |

Cuadro final
|  | Semifinales            | Semifinales          | Semifinales          |   |                        | Final       | Final       |  |
|  | 09, 12 y 13 de julio   | 09, 12 y 13 de julio | 09, 12 y 13 de julio |   |                        | 19 de julio | 19 de julio |  |
|  |                        |                      |                      |   |                        |             |             |  |
|  |                        |                      |                      |   |                        |             |             |  |
|  | Academia Alfaro Moreno | 2                    | 1                    |   |                        |             |             |  |
|  | Academia Alfaro Moreno | 2                    | 1                    |   |                        |             |             |  |
|  | C.S.C.D. Fedeguayas    | 0                    | 1                    |   |                        |             |             |  |
|  | C.S.C.D. Fedeguayas    | 0                    | 1                    |   | Academia Alfaro Moreno | 1           |             |  |
|  |                        |                      |                      |   | Academia Alfaro Moreno | 1           |             |  |
|  |                        |                      | Rocafuerte F.C.      | 0 |                        |             |             |  |
|  | C.S. Patria            | 1                    | Rocafuerte F.C.      | 0 | 1 (2)                  |             |             |  |
|  | C.S. Patria            | 1                    |                      |   | 1 (2)                  |             |             |  |
|  | Rocafuerte F.C.        | 2                    | 0 (4)                |   |                        |             |             |  |
|  | Rocafuerte F.C.        | 2                    | 0 (4)                |   |                        |             |             |  |
|  |                        |                      |                      |   |                        |             |             |  |

##### Imbabura
Clasificación

##### Loja
Clasificación
|  |    | Equipo              | PTS | PJ | PG | PE | PP | GF | GC | DG  |
|  | -- | ------------------- | --- | -- | -- | -- | -- | -- | -- | --- |
|  | 1º | C.D. El Volante     | 25  | 12 | 8  | 1  | 3  | 36 | 13 | +23 |
|  | 2º | C.D. Italia F.C.    | 24  | 12 | 8  | 0  | 4  | 23 | 16 | +7  |
|  | 3º | L.D.E. 1.º de Mayo  | 18  | 12 | 6  | 0  | 6  | 28 | 18 | +10 |
|  | 4° | C.D. Ciudad de Loja | 4   | 12 | 1  | 1  | 10 | 10 | 50 | -40 |

- En el partido de la Fecha 6 entre C.D. Italia F.C. - L.D.E. 1.º de Mayo, el equipo visitante (L.D.E. 1.º de Mayo) no se presentó al partido porque no alcanzó a llegar a la ciudad de Loja por un deslave en la vía Loja - Yantzaza; por tanto el equipo local (C.D. Italia F.C.) ganó el partido por 3 - 0.

|  | Clasifican a los zonales de la Segunda Categoría 2014 |

##### Los Ríos
Clasificación

##### Manabí
Cuadrangular Final
|  |    | Equipo                    | PTS | PJ | PG | PE | PP | GF | GC | DG  |
|  | -- | ------------------------- | --- | -- | -- | -- | -- | -- | -- | --- |
|  | 1º | C.D. Ciudad de Pedernales | 13  | 6  | 4  | 1  | 1  | 11 | 5  | +6  |
|  | 2º | C.S.D. 5 de Julio         | 11  | 6  | 3  | 2  | 1  | 8  | 6  | +2  |
|  | 3º | Universitario             | 8   | 6  | 2  | 2  | 2  | 10 | 8  | +2  |
|  | 4° | C.S.C.D. Magaly Masson    | 1   | 6  | 0  | 1  | 5  | 5  | 15 | -10 |

|  | Clasifican a los zonales de la Segunda Categoría 2014 |

##### Morona Santiago
Clasificación

##### Napo
Clasificación

##### Orellana
Clasificación

##### Pastaza
Clasificación

##### Pichincha
Clasificación
|  |  |     | Equipo            | PTS | PJ | PG | PE | PP | GF | GC | DG  |
|  |  | --- | ----------------- | --- | -- | -- | -- | -- | -- | -- | --- |
|  |  | 1º  | C.D. Clan Juvenil | 45  | 18 | 14 | 3  | 1  | 46 | 13 | +33 |
|  |  | 2º  | F.C. U.I.D.E.     | 36  | 18 | 11 | 3  | 4  | 49 | 23 | +26 |
|  |  | 3º  | U.S.F.Q.          | 36  | 18 | 11 | 3  | 4  | 39 | 24 | +15 |
|  |  | 4º  | U.T.E.            | 27  | 17 | 8  | 3  | 6  | 36 | 28 | +8  |
|  |  | 5º  | C.D. Rumiñahui    | 25  | 17 | 7  | 4  | 6  | 29 | 21 | +8  |
|  |  | 6º  | C.D. Los Loros    | 24  | 17 | 6  | 6  | 5  | 29 | 22 | +7  |
|  |  | 7º  | América de Quito  | 17  | 17 | 5  | 2  | 10 | 18 | 26 | -8  |
|  |  | 8º  | J.I. de Tabacundo | 17  | 18 | 4  | 5  | 9  | 21 | 36 | -15 |
|  |  | 9º  | Cuniburo F.C.     | 14  | 17 | 3  | 5  | 9  | 19 | 30 | -11 |
|  |  | 10° | C.D. Chile        | 3   | 17 | 1  | 0  | 16 | 16 | 78 | -62 |

|  | Clasifican a los zonales de la Segunda Categoría 2014 |
|  | Desciende a la Liga Amateur                           |

##### Santa Elena
Clasificación

##### Santo Domingo de los Tsáchilas
Clasificación

##### Sucumbíos
Clasificación
|  |    | Equipo                  | PTS | PJ | PG | PE | PP | GF | GC | DG  |
|  | -- | ----------------------- | --- | -- | -- | -- | -- | -- | -- | --- |
|  | 1º | C.D. Caribe Junior      | 18  | 6  | 6  | 0  | 0  | 43 | 0  | +43 |
|  | 2º | C.S.C.D. Chicos Malos   | 9   | 6  | 3  | 0  | 3  | 18 | 18 | 0   |
|  | 3º | C.D. Consejo Provincial | 9   | 6  | 3  | 0  | 3  | 15 | 31 | -16 |
|  | 4º | Deportivo Oriental      | 0   | 6  | 0  | 0  | 6  | 2  | 29 | -27 |

|  | Clasifican a los zonales de la Segunda Categoría 2014 |

##### Tungurahua
Clasificación
|  |    | Equipo            | PTS | PJ | PG | PE | PP | GF | GC | DG  |
|  | -- | ----------------- | --- | -- | -- | -- | -- | -- | -- | --- |
|  | 1º | Pelileo S.C.      | 21  | 7  | 7  | 0  | 0  | 34 | 5  | +29 |
|  | 2º | León Carr         | 15  | 6  | 5  | 0  | 1  | 29 | 9  | +20 |
|  | 3º | Bolívar           | 7   | 6  | 2  | 1  | 3  | 9  | 14 | -5  |
|  | 4º | El Globo          | 1   | 6  | 1  | 1  | 4  | 8  | 16 | -2  |
|  | 5º | América de Ambato | 0   | 7  | 0  | 0  | 7  | 6  | 41 | -35 |

|  | Clasifican a los zonales de la Segunda Categoría 2014 |

#### Fase Regional (Zonales)

##### Zona 1
Grupo A
|  |    | Equipo                         | PTS | PJ | PG | PE | PP | GF | GC | DG  |
|  | -- | ------------------------------ | --- | -- | -- | -- | -- | -- | -- | --- |
|  | 1° | F.C. U.I.D.E.                  | 21  | 7  | 7  | 0  | 0  | 25 | 3  | +22 |
|  | 2° | C.D. Caribe Junior             | 13  | 7  | 4  | 1  | 2  | 16 | 6  | +10 |
|  | 3° | C.D. Teodoro Gómez de la Torre | 8   | 7  | 2  | 2  | 3  | 13 | 8  | +5  |
|  | 4º | Deportivo Oriental             | 7   | 6  | 2  | 1  | 3  | 11 | 16 | -5  |
|  | 5º | C.D. Estrellas de Orellana     | -3  | 7  | 0  | 0  | 7  | 9  | 41 | -32 |

- En el partido de la Fecha 6 entre F.C. U.I.D.E. - C.D. Estrellas de Orellana, el equipo visitante (C.D. Estrellas de Orellana) tuvo que abandonar el partido debido a que 5 de sus jugadores se lesionaron a los 35 minutos de juego y por lo tanto se dio por terminado el partido con el marcador de 8 - 0.
- En el partido de la Fecha 8 entre C.D. Caribe Junior - C.D. Estrellas de Orellana, el equipo visitante (C.D. Estrellas de Orellana) fue sancionado con la pérdida de los puntos obtenidos más la sanción de 3 puntos menos por hacer jugar a un jugador inhabilitado.

|  | Clasificado a los Hexagonales Semifinales.                      |
|  | Clasificado a los Hexagonales Semifinales (4 mejores segundos). |

Grupo B
|  |    | Equipo                | PTS | PJ | PG | PE | PP | GF | GC | DG  |
|  | -- | --------------------- | --- | -- | -- | -- | -- | -- | -- | --- |
|  | 1º | Anaconda F.C.         | 21  | 8  | 7  | 0  | 1  | 39 | 8  | +31 |
|  | 2° | C.D. Clan Juvenil     | 18  | 8  | 6  | 0  | 2  | 43 | 6  | +37 |
|  | 3º | Atlético Tulcán       | 12  | 8  | 4  | 0  | 4  | 21 | 13 | +8  |
|  | 4° | C.D. 2 de Marzo       | 3   | 7  | 1  | 0  | 6  | 5  | 18 | -13 |
|  | 5° | C.S.C.D. Chicos Malos | 3   | 7  | 1  | 0  | 6  | 4  | 66 | -62 |

|  | Clasificado a los Hexagonales Semifinales.                      |
|  | Clasificado a los Hexagonales Semifinales (4 mejores segundos). |

##### Zona 2
Grupo A
|  |     | Equipo               | PTS | PJ | PG | PE | PP | GF | GC | DG  |
|  | --- | -------------------- | --- | -- | -- | -- | -- | -- | -- | --- |
|  | 1°  | Pelileo S.C.         | 25  | 9  | 8  | 1  | 0  | 43 | 4  | +39 |
|  | 2°  | C.D. Juventud Minera | 22  | 10 | 7  | 1  | 2  | 47 | 10 | +37 |
|  | 3°  | C.D. Brasilia        | 13  | 10 | 4  | 1  | 5  | 39 | 22 | +17 |
|  | 4°  | Deportivo Sarayaku   | 10  | 9  | 5  | 1  | 3  | 19 | 11 | +8  |
|  | '5° | C.D. Los Ases        | 3   | 9  | 2  | 0  | 7  | 14 | 39 | -25 |
|  | 6°  | C.D. New Star        | 0   | 9  | 0  | 0  | 9  | 11 | 87 | -76 |

- En el partido de la Fecha 1 entre C.D. New Star - Deportivo Sarayaku, el equipo visitante (Deportivo Sarayaku) fue sancionado con la pérdida de los puntos obtenidos más la sanción de 3 puntos menos por hacer jugar a un jugador inhabilitado.
- En el partido de la Fecha 1 entre C.D. Los Ases - Pelileo S.C., el equipo local (C.D. Los Ases) fue sancionado con la pérdida de los puntos obtenidos más la sanción de 3 puntos menos por hacer jugar a un jugador inhabilitado.

|  | Clasificado a los Hexagonales Semifinales.                      |
|  | Clasificado a los Hexagonales Semifinales (4 mejores segundos). |

Grupo B
|  |    | Equipo                | PTS | PJ | PG | PE | PP | GF | GC | DG  |
|  | -- | --------------------- | --- | -- | -- | -- | -- | -- | -- | --- |
|  | 1° | C.D. Star Club        | 23  | 10 | 7  | 2  | 1  | 42 | 13 | +29 |
|  | 2° | C.S.C.D. León Carr    | 23  | 10 | 7  | 2  | 1  | 35 | 13 | +22 |
|  | 3° | C.S.C.D. Cumandá      | 22  | 10 | 7  | 1  | 2  | 36 | 10 | +26 |
|  | 4° | C.S.C.D. Malta Shungo | 13  | 10 | 4  | 1  | 5  | 29 | 21 | +8  |
|  | 5° | Manchester F.C.       | 3   | 9  | 1  | 0  | 7  | 10 | 28 | -18 |
|  | 6° | Ñucanchik Pura S.C.   | 0   | 9  | 0  | 0  | 9  | 4  | 71 | -67 |

|  | Clasificado a los Hexagonales Semifinales.                      |
|  | Clasificado a los Hexagonales Semifinales (4 mejores segundos). |

##### Zona 3
Grupo A
|  |    | Equipo                    | PTS | PJ | PG | PE | PP | GF | GC | DG  |
|  | -- | ------------------------- | --- | -- | -- | -- | -- | -- | -- | --- |
|  | 1° | C.S.D. 5 de Julio         | 19  | 8  | 6  | 1  | 1  | 23 | 8  | +15 |
|  | 2° | C.D. Esmeraldas Petrolero | 17  | 8  | 5  | 2  | 1  | 34 | 4  | +30 |
|  | 3° | C.D.S. Santa Rita         | 13  | 8  | 4  | 1  | 3  | 19 | 14 | +5  |
|  | 4° | C.D. San Rafael           | 7   | 8  | 2  | 1  | 5  | 13 | 15 | -2  |
|  | 5° | Sport Bilbao SV           | 1   | 8  | 0  | 1  | 7  | 5  | 52 | -47 |

- En el partido de la Fecha 9 entre Sport Bilbao SV - C.D. San Rafael, el equipo local (Sport Bilbao SV) no canceló a tiempo los viáticos a los árbitros del encuentro y por tanto el equipo visitante (C.D. San Rafael) ganó el partido por el resultado de 3 - 0.

|  | Clasificado a los Hexagonales Semifinales.                      |
|  | Clasificado a los Hexagonales Semifinales (4 mejores segundos). |

Grupo B
|  |    | Equipo                    | PTS | PJ | PG | PE | PP | GF | GC | DG  |
|  | -- | ------------------------- | --- | -- | -- | -- | -- | -- | -- | --- |
|  | 1° | C.D. Venecia              | 17  | 8  | 5  | 2  | 1  | 25 | 9  | +16 |
|  | 2° | C.C.D. Águilas            | 17  | 8  | 5  | 2  | 1  | 14 | 4  | +10 |
|  | 3° | Deportivo Quinindé        | 12  | 7  | 3  | 3  | 1  | 15 | 10 | +5  |
|  | 4° | C.D. 3E                   | 4   | 7  | 1  | 1  | 5  | 3  | 15 | -12 |
|  | 5° | C.D. Ciudad de Pedernales | 2   | 8  | 0  | 2  | 6  | 7  | 26 | -19 |

- En el partido de la Fecha 8 entre C.D. Ciudad de Pedernales - C.C.D. Águilas, el equipo local (C.D. Ciudad de Pedernales) no canceló a tiempo los viáticos a los árbitros del encuentro y por tanto el equipo visitante (C.C.D. Águilas) ganó el partido por el resultado de 3 - 0.
- En el partido de la Fecha 10 entre C.D. Ciudad de Pedernales - C.D. Venecia, el equipo local (C.D. Ciudad de Pedernales) tuvo que abandonar el partido debido a que varios de sus jugadores se lesionaron a los 63 minutos de juego y por lo tanto se dio por terminado el partido ganando el equipo visitante (C.D. Venecia) con el marcador de 12 - 0.

|  | Clasificado a los Hexagonales Semifinales.                      |
|  | Clasificado a los Hexagonales Semifinales (4 mejores segundos). |

##### Zona 4
Grupo A
|  |    | Equipo                    | PTS | PJ | PG | PE | PP | GF | GC | DG  |
|  | -- | ------------------------- | --- | -- | -- | -- | -- | -- | -- | --- |
|  | 1° | Fuerza Amarilla S.C.      | 23  | 10 | 7  | 2  | 1  | 24 | 6  | +18 |
|  | 2° | Academia Alfaro Moreno    | 21  | 10 | 6  | 3  | 1  | 22 | 3  | +19 |
|  | 3° | C.D. Ciudadelas del Norte | 16  | 10 | 5  | 1  | 4  | 34 | 16 | +18 |
|  | 4° | C.D. El Volante           | 16  | 10 | 4  | 4  | 2  | 21 | 11 | +10 |
|  | 5° | C.D. Estrella Roja        | 5   | 9  | 1  | 2  | 6  | 12 | 10 | +2  |
|  | 6° | Municipal Sucúa           | 0   | 9  | 0  | 0  | 9  | 3  | 70 | -67 |

|  | Clasificado a los Hexagonales Semifinales.                      |
|  | Clasificado a los Hexagonales Semifinales (4 mejores segundos). |

Grupo B
|  |    | Equipo          | PTS | PJ | PG | PE | PP | GF | GC | DG  |
|  | -- | --------------- | --- | -- | -- | -- | -- | -- | -- | --- |
|  | 1° | Orense S.C.     | 24  | 10 | 8  | 0  | 2  | 31 | 8  | +23 |
|  | 2° | Gualaceo S.C.   | 22  | 10 | 7  | 1  | 2  | 28 | 8  | +20 |
|  | 3° | C.D. Italia     | 17  | 9  | 5  | 2  | 2  | 8  | 7  | +1  |
|  | 4° | Rocafuerte F.C. | 10  | 9  | 3  | 1  | 5  | 10 | 10 | 0   |
|  | 5° | Cañar F.C.      | 9   | 9  | 3  | 0  | 6  | 8  | 25 | -17 |
|  | 6° | L.D.J. Macas    | 0   | 9  | 0  | 0  | 9  | 7  | 34 | -27 |

|  | Clasificado a los Hexagonales Semifinales.                      |
|  | Clasificado a los Hexagonales Semifinales (4 mejores segundos). |

#### Fase Nacional (Hexagonales Semifinales)

##### Grupo A
|  |    | Equipo               | PTS | PJ | PG | PE | PP | GF | GC | DG  |
|  | -- | -------------------- | --- | -- | -- | -- | -- | -- | -- | --- |
|  | 1º | Pelileo S.C.         | 19  | 10 | 5  | 4  | 1  | 20 | 11 | +9  |
|  | 2º | Gualaceo S.C.        | 18  | 10 | 5  | 3  | 2  | 20 | 16 | +4  |
|  | 3º | Orense S.C.          | 17  | 10 | 4  | 5  | 1  | 16 | 11 | +5  |
|  | 4º | F.C. U.I.D.E.        | 16  | 10 | 4  | 4  | 2  | 17 | 12 | +5  |
|  | 5º | C.D. Juventud Minera | 5   | 9  | 1  | 2  | 6  | 8  | 14 | -6  |
|  | 6º | C.D. Star Club       | 2   | 9  | 0  | 2  | 7  | 11 | 28 | -17 |

|  | Clasifican al Cuadrangular Final. |

##### Grupo B
|  |    | Equipo               | PTS | PJ | PG | PE | PP | GF | GC | DG  |
|  | -- | -------------------- | --- | -- | -- | -- | -- | -- | -- | --- |
|  | 1º | Fuerza Amarilla S.C. | 22  | 10 | 7  | 1  | 2  | 16 | 5  | +11 |
|  | 2º | C.D. Clan Juvenil    | 16  | 10 | 5  | 1  | 4  | 15 | 7  | +8  |
|  | 3º | C.S.D. 5 de Julio    | 16  | 10 | 5  | 1  | 4  | 20 | 19 | +1  |
|  | 4º | Anaconda F.C.        | 15  | 10 | 5  | 0  | 5  | 14 | 10 | +4  |
|  | 5º | C.D. Venecia         | 13  | 10 | 4  | 1  | 5  | 18 | 14 | +4  |
|  | 6º | C.S.C.D. León Carr   | 3   | 10 | 1  | 0  | 9  | 8  | 36 | -28 |

- En el partido de la Fecha 2 entre C.S.C.D. León Carr - Anaconda F.C., el encuentro no se pudo realizar porque el Estadio Ciudad de Pelileo no presentaba las condiciones necesarias para el mismo, por tanto el equipo visitante (Anaconda F.C.) ganó el partido con el resultado de 3 - 0.
- En el partido de la Fecha 7 entre Anaconda F.C. - Fuerza Amarilla S.C., el equipo local (Anaconda F.C.) fue sancionado con la pérdida de los puntos ganados por los incidentes que se realizaron antes de comenzar el partido en el cual estuvieron involucrados los árbitros del encuentro y algunos hinchas.

|  | Clasifican al Cuadrangular Final. |

#### Fase final (Cuadrangular Final)
Clasificación
|  |  |    | Equipo               | PTS | PJ | PG | PE | PP | GF | GC | DG |
|  |  | -- | -------------------- | --- | -- | -- | -- | -- | -- | -- | -- |
|  |  | 1° | Gualaceo S.C.        | 12  | 6  | 4  | 0  | 2  | 10 | 6  | +4 |
|  |  | 2º | Fuerza Amarilla S.C. | 10  | 6  | 3  | 1  | 2  | 9  | 6  | +3 |
|  |  | 3º | C.D. Clan Juvenil    | 10  | 6  | 3  | 1  | 2  | 7  | 7  | 0  |
|  |  | 4º | Pelileo S.C.         | 2   | 6  | 0  | 2  | 4  | 4  | 11 | -7 |

|  | Campeón ascendido a la Serie B 2015.     |
|  | Vicecampeón ascendido a la Serie B 2015. |

## Ascensos y descensos
| Categorías                | Equipos descendidos              | Equipos ascendidos                 |
| ------------------------- | -------------------------------- | ---------------------------------- |
| Serie A Serie B           | Manta F.C. C.D. Olmedo           | S.D. Aucas River Ecuador           |
| Serie B Segunda Categoría | U.T. de Cotopaxi Municipal Cañar | Gualaceo S.C. Fuerza Amarilla S.C. |

## Torneos internacionales
Véase además Anexo:Clubes ecuatorianos en torneos internacionales

### Copa Libertadores
|  |    | Equipo          | Fase final             | PTS | PJ | PG | PE | PP | GF | GC | DG |
|  | -- | --------------- | ---------------------- | --- | -- | -- | -- | -- | -- | -- | -- |
|  | 1° | Independiente   | Segunda fase (Grupo 2) | 8   | 6  | 2  | 2  | 2  | 10 | 10 | 0  |
|  | 2° | C.S. Emelec     | Segunda fase (Grupo 7) | 6   | 6  | 2  | 0  | 4  | 7  | 12 | -5 |
|  | 3° | Deportivo Quito | Primera Fase           | 3   | 2  | 1  | 0  | 1  | 1  | 4  | -3 |

### Copa Sudamericana
|  |    | Equipo               | Fase final       | PTS | PJ | PG | PE | PP | GF | GC | DG |
|  | -- | -------------------- | ---------------- | --- | -- | -- | -- | -- | -- | -- | -- |
|  | 1° | C.S. Emelec          | Cuartos de final | 14  | 8  | 4  | 2  | 2  | 12 | 11 | +1 |
|  | 2° | Barcelona S.C.       | Segunda fase     | 7   | 4  | 2  | 1  | 1  | 4  | 2  | +2 |
|  | 3° | Independiente        | Segunda fase     | 7   | 4  | 2  | 1  | 1  | 3  | 4  | -1 |
|  | 4° | Universidad Católica | Segunda fase     | 5   | 4  | 1  | 2  | 1  | 3  | 4  | -1 |